# Collegiata di Sant'Agricola
La collegiata di Sant'Agricola (in francese: Collégiale Saint-Agricol) è un edificio di culto cattolico di Valcluse. Edificata nel VII secolo da Agricola, vescovo di Avignone, fu elevata al rango di collegiata da papa Giovanni XXII nel 1321. Dal 1980 l'edificio è classificato come monumento storico di Francia.

## Storia
La tradizione attribuisce a sant'Agricola, vescovo di Avignone tra il 660 e il 700, la costruzione di una chiesa nel medesimo luogo in cui sorge l'attuale. Alcuni scavi archeologici hanno d'altra parte portato alla luce sepolture di quell'epoca, così come strutture antiche. Dopo i saccheggi dei Saraceni, la chiesa fu ricostruita dal vescovo Fulcherio II all'inizio del X secolo.
Nel 1321, papa Giovanni XXII la elevò al rango di collegiata e ne finanziò in parte l'ampliamento.
Nel XV secolo furono apportati numerosi lavori di ristrutturazione: la navata fu allungata, cosa che comportò l'annessione della cappella de l'Aumône de la Petite Fusterie (risalente al 1391); vennero realizzati l'odierna facciata e il sagrato con la scalinata antistante.
Dopo la rivoluzione francese, la chiesa fu restaurata nel 1802 e, in attesa della riapertura della cattedrale di Notre-Dame des Doms, svolse la funzione di procattedrale.

## Descrizione
La facciata è opera Antoine Colin di Lione, Didier Millot di Toul e Antoine Carteron di Bourges. La lunetta del portale è un'opera policroma dello scultore lorenese Ferrier Bernard, che la realizzò nel 1488-1489.
Il campanile fu iniziato nel 1537 ma terminato soltanto tra il 1737 e il 1746, quando fu sopraelevato di due piani dall'architetto avignonese Joseph-Abel Mottard. È stato restaurato nel 2012. Ha la forma di una semplice torre a pianta quadrata. Il campanile ospita un concerto di quattro bronzi:

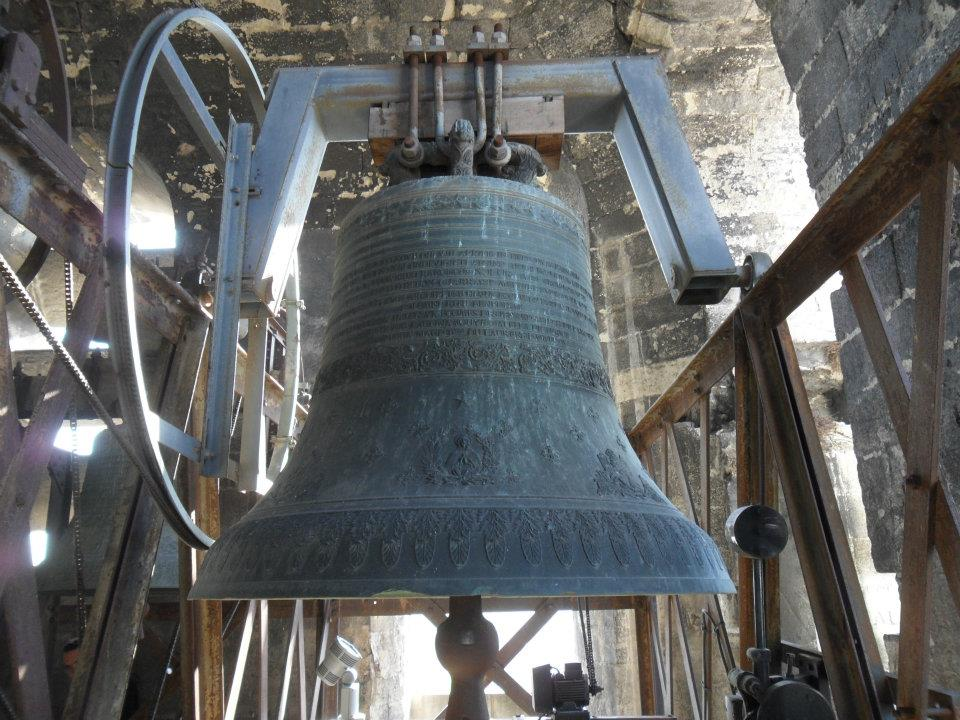
Il Bourdon, fuso da Monet (fonditore a Lione), nota: Do3
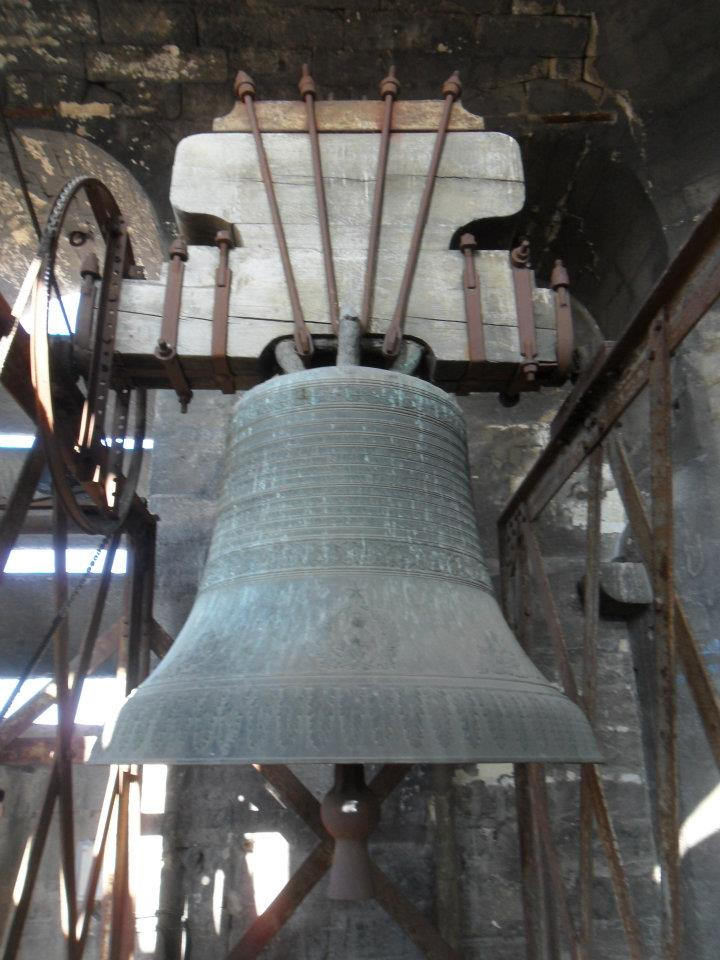
Seconda campana, fusa da Monet, nota: Re#3
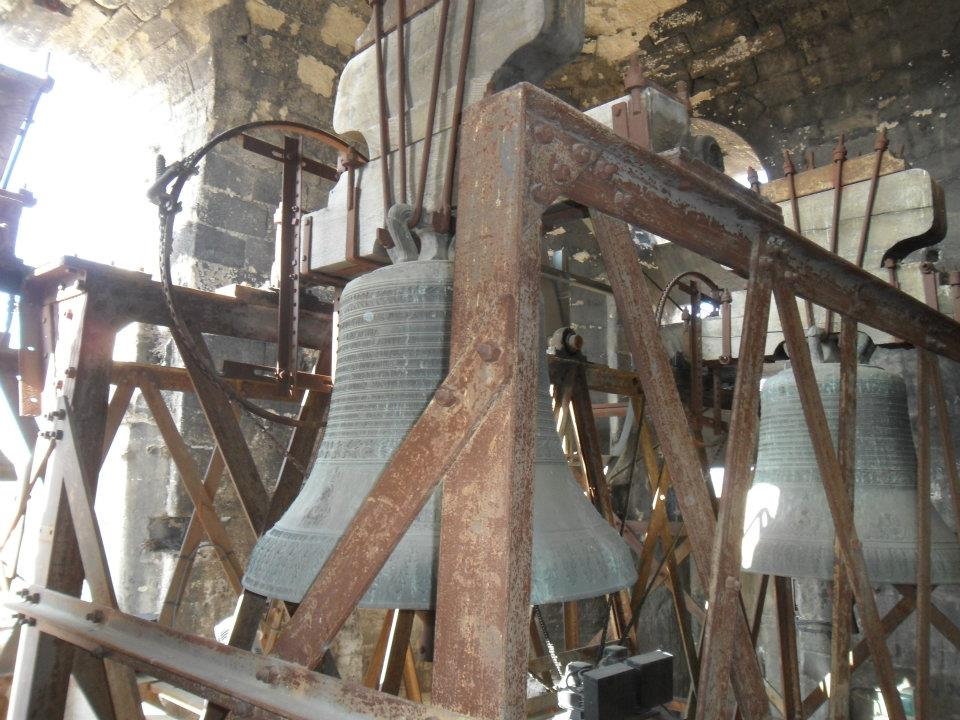
Terza campana, fusa da Monet, nota: Sol3
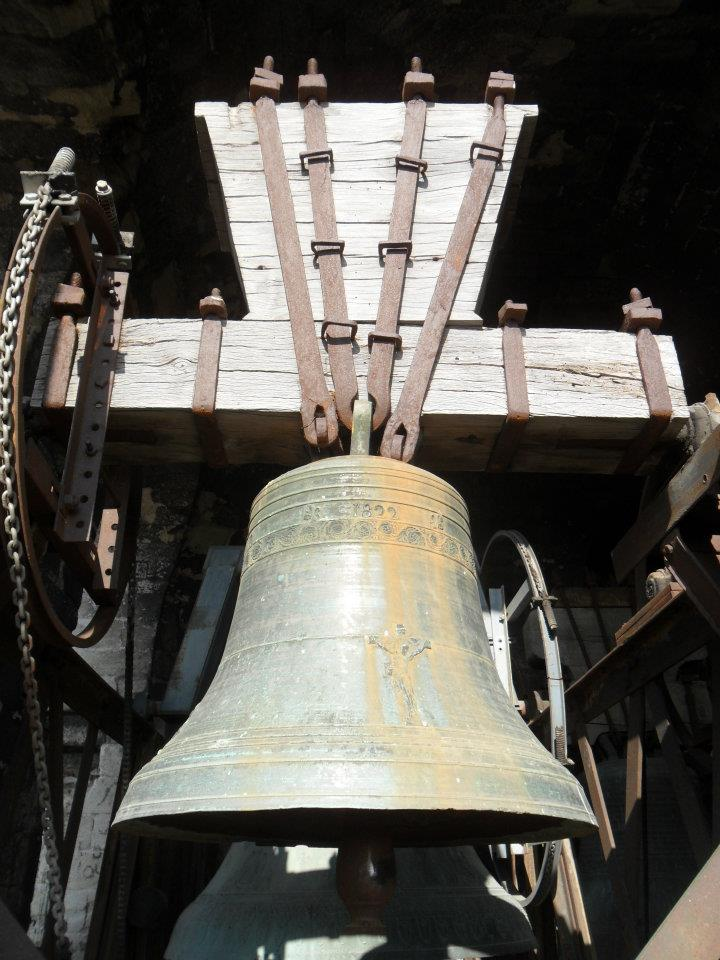
Quarta, fusa nel 1822, nota: Do#4

### Interno

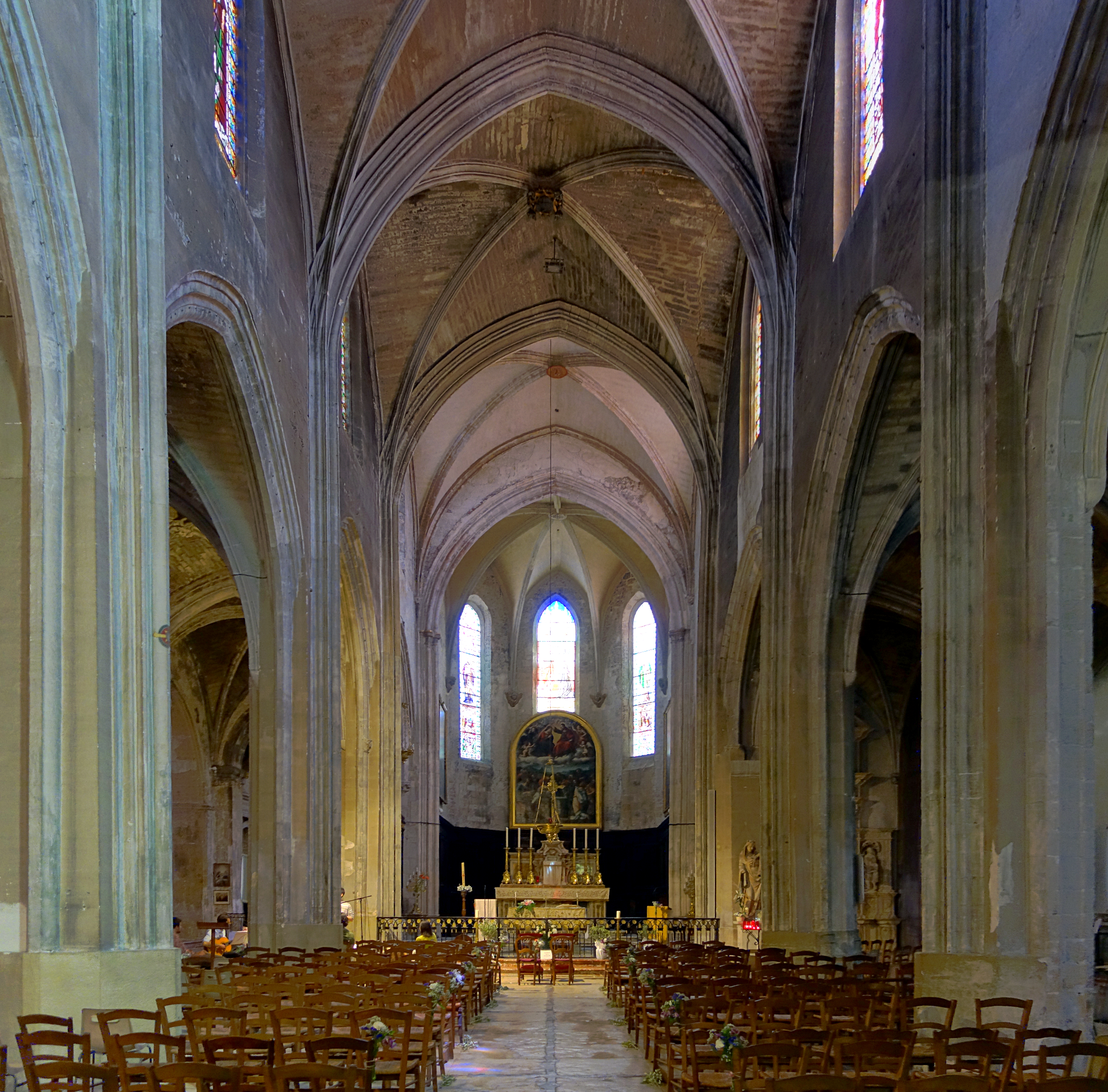
Interno

All'interno, vi sono dieci cappelle laterali
- sul lato nord:
  - il battistero, frutto dell'ampliamento del XV secolo; il fonte battesimale, in marmo, reca l'arme di sant'Agricola (cicogna e serpente) ed è opera di Mariotty (1847);
  - cappella di San Michele;
  - cappella di Santa Barbara, sede della confraternita dei fabbricieri istituita nel 1650;
  - cappella di San Giuseppe;
  - cappella delle Anime del Purgatorio, già di Notre-Dame de Lorette, nella quale è inumata la salma di Pompée Caralina, fondatore dei Penitenti neri della Misericordia;
  - cappella detta "delle Povere Donne", la cui costruzione fu finanziata dalla famiglia Grilhet nel 1547;
- 4 a sud:
  - cappella di Sant'Anna, costruita nel 1851;
  - cappella della Vergine, detta dei Brantes, edificata tra il 1703 e il 1707 su progetto di Jean Péru; ospita due tombe della famiglia Brantes;
  - cappella del Crocifisso, denominata in un primo tempo Notre-Dame de Pitié, poi Saint-Lazare;
  - cappella di Sant'Agricola.

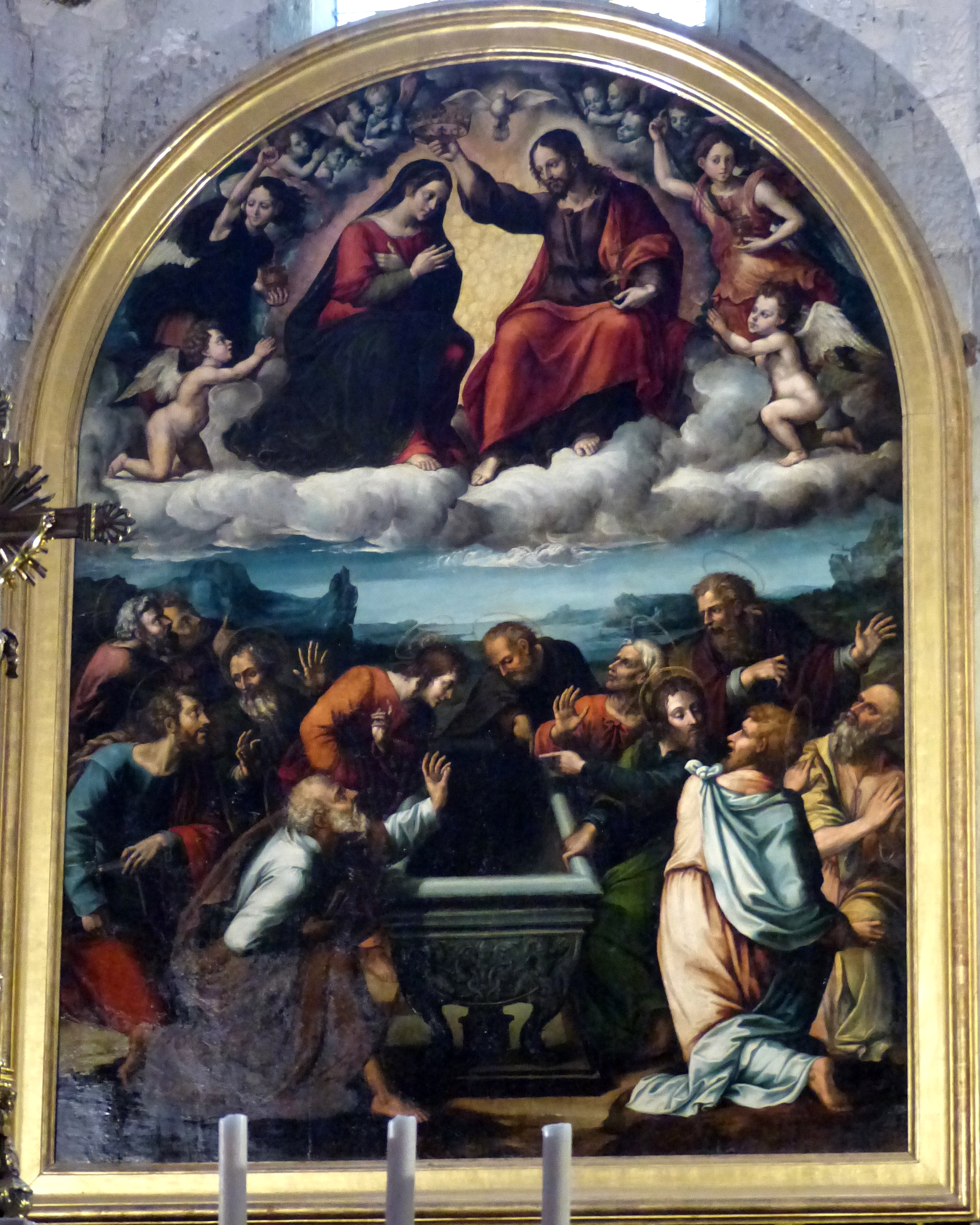
Simon de Châlons, Assunzione (1539)

Fra le opere presenti nella collegiata, figurano:
- l'altare maggiore barocco, scolpito da Jean-Baptiste II Péru nel 1767, che contiene, in una cassa di piombo, le reliquie di san Magno di Avignone e quelle del figlio, sant'Agricola;
- un'Assunzione, dipinto su legno di Simon de Châlons datato 1539, nell'abside;
- il Dossale Doni, realizzato nel 1525 dallo scultore Imbert Boachon, in fondo alla navata destra, che rappresenta l'Annunciazione a Maria e fa parte di un monumento funebre per la famiglia Doni;[4]
- alcune tele di Nicolas Mignard, tra le quali una copia della Piétà dal Carracci, e un'Adorazione dei pastori;
- una copia di San Michele arcangelo di Guido Reni, realizzata da Philippe Sauvan.

Nella chiesa si trovano due organi a canne:
- l'organo maggiore è situato sulla cantoria in controfacciata e fu costruito nel 1862 da Charles Barker e Charles Verschneider; ha 29 registri su tre manuali e pedale ed è caratterizzato da una cassa lignea neogotica con tre tourelles;[5]
- l'organo del coro fu realizzato nel 1900 da Théodore Puget e dispone di 6 registri.[6]